# Private Eye (téléfilm)
Pour les articles homonymes, voir Private Eye.
Pour plus de détails, voir Fiche technique et Distribution.
Private Eye est un téléfilm américain de Mark Tinker, diffusé le 13 septembre 1987 sur le réseau NBC. C'est également le pilote de la série du même nom, qui se déroule dans les années 1950.

## Fiche technique
- Titre original : Private Eye
- Réalisation : Mark Tinker
- Scénario : Anthony Yerkovich
- Costumes : Jodie Lynn Tillen
- Photographie : Bradford May
- Musique : Joe Jackson
- Production : Anthony Yerkovich
  - Production associée : James C. Hart
  - Coproduction : John Leekley, Frederick J. Lyle[1]
- Pays d'origine : États-Unis
- Année : 1987
- Langue originale : anglais
- Format : couleur
- Genre : policier
- Durée : 90 minutes
- Dates de sortie : 
  -  États-Unis : 13 septembre 1987 sur le réseau NBC

## Distribution
- Michael Woods : Jack Cleary
- Josh Brolin : Johnny Betts
- William Sadler : Charlie Fontana
- Lisa Jane Persky : Dottie Dworski
- Faye Grant : Lana Williams
- Don Calfa : Peppy Roth
- Frederick Coffin : Det. Dan Dibble
- Andrew Bloch : Mickey Schneider
- Stanley Kamel : Lovegator Bayter
- Ron Karabatsos : Rollo Augustine
- Anthony Charnota : Raymond Battista
- Robert Picardo : Eddie Rosen
- Josef Powell : The Tonic Gems
- Jay O. Sanders : Nick Cleary
- Lee Shael : Guy Fontaine